# Tampografia
A Tampografia é um processo de impressão indireta e encavográfica (baixo-relevo) que consiste na transferência de tinta do clichê (matriz) para a peça a ser decorada através do tampão.
Primeiramente a tampografia era vista como uma arte de simples decoração e hoje se tornou um sistema de impressão capaz de imprimir em superfícies irregulares, côncavas, convexas, planas, etc., como a casca de uma noz, por exemplo.
Sua grande vocação é para as impressões de pequenas áreas, mas com os avanços tecnológicos da tampografia e de seu desenvolvimento a nível industrial, é possível a impressão em áreas de até 300 x 300 mm.
A Tampografia está em ascensão no mercado brasileiro, devido à necessidade das empresas em melhorar seus produtos nos parâmetros visuais. Como a Tampografia é um processo muito antigo, há diversas empresas que ainda utilizam em suas produções um sistema ultrapassado de gravação, como máquinas de tinteiro aberto que sujam o ambiente e são prejudiciais à saúde do operador, clichês que são produzidos com químicos que agridem o meio ambiente, processos lentos ou manuais que fazem com que se perca muito tempo em limpeza ou setup. Hoje a evolução já é uma realidade no setor Tampográfico, já é possível encontrar sistemas totalmente clean, ecológicos ou até mesmo robotizados. E a tendência é que nos próximos anos essa seja a única realidade da Tampografia, pois a visão mundial está voltada para a conscientização global da ecologia.
Explicando rapidamente o processo
A Tampografia é um processo de impressão indireto em que uma Máquina Tampográfica, transfere tinta de uma imagem gravada em um clichê, a um objeto ou produto, utilizando-se de um tampão de silicone, o qual se molda conforme a forma do objeto, sendo ele plano ou com curvatura.

## História
Existem algumas versões acerca do surgimento da tampografia. 
Na primeira, a tampografia teria surgido no século XIX, na Inglaterra, com o objetivo de decorar as peças e os utensílios de cozinha da Rainha Vitória de forma rudimentar e manual com uso de tampões de gelatina que duravam em média 100 impressões.
Há também a versão em que, a tampografia tenha sido inventada por volta dos anos de 1950 para decorar os finos e delicados relógios suíços, principalmente os femininos, e em 1970 ela tenha sido aperfeiçoada na Alemanha que hoje é tida como o berço da tampografia. Consta que as primeiras máquinas a funcionar na Alemanha começaram a ser comercializadas em 1978 e 1979.
A tampografia, apesar de bastante acessível e desenvolvida para clientes de médio e grande porte, ainda é deixada muito de lado, como coadjuvante da impressão gráfica. Porém vem se desenvolvendo em escala industrial e modificando o pensamento de vários clientes com sua variedade de trabalhos.

## A evolução da Tampografia
A Tampografia está em ascensão no mercado, devido à necessidade das empresas em melhorar seus produtos nos parâmetros visuais. Como a Tampografia é um processo muito antigo, há diversas empresas que ainda utilizam em suas produções um sistema ultrapassado de gravação, como máquinas de tinteiro aberto que sujam o ambiente e são prejudiciais à saúde do operador, clichês que são produzidos com químicos que agridem o meio ambiente, processos lentos ou manuais que fazem com que se perca muito tempo em limpeza ou setup. Hoje a evolução já é uma realidade no setor Tampográfico, já é possível encontrar sistemas totalmente clean, ecológicos ou até mesmo robotizados. E a tendência é que nos próximos anos essa seja a única realidade da Tampografia, pois a visão mundial está voltada para a conscientização global da ecologia.
Já nesse ano que se inicia em diante, há perspectiva de renovação no processo Tampográfico é grande, com itens que visam alta produtividade com alta qualidade que está para revolucionar o mundo Tampográfico com mecanismos robotizados de alimentação e extração de peças, dispositivos magnetizados que trazem precisões centesimais, sistema de impressão Tampográfica somada ao sistema de laser, sistemas computadorizados com programas de ajustes e que identificam quaisquer assimetrias que possam atrapalhar uma produção, insumos ecologicamente corretos que visam à impressão sustentável, processos que aperfeiçoam a produção e evitam o desperdício.
Todas essas mudanças provam que a Impressão Tampográfica Ecológica já é uma realidade e alcançou um novo padrão no mercado e está acessível independente do tamanho da empresa.

## Como funciona
A tampografia possui hoje dois tipos básicos de impressão (todos indiretos pois a impressão é feita do tampão para a peça e não do clichê diretamente):

### Tinteiro Aberto
Uma espátula empurra toda a tinta para o clichê gravado em baixo-relevo e quando volta retira todo o excesso de tinta com uma lâmina (como se fosse um rodo), deixando apenas tinta suficiente para a impressão do grafismo do clichê. Depois desta passagem, o tampão de silicone desce até ao clichê coletando a tinta que vai decorar o objeto.

### Tinteiro Fechado ou Selado
Com um processo muito idêntico, diferindo apenas no facto em que as lâminas são substituídas por um reservatório de tinta com formato cilíndrico (semelhante a um copo, geralmente fabricado em cerâmica para maior durabilidade e resistência), que se situa sobre o clichê fazendo a raspagem de toda tinta excessiva através de uma borda incluída.

### Tinteiro Ecológico
Com um processo clean e setup rápido é a forma mais ecológica, econômica e rápida de substituir as tintas das máquinas, pois seu sistema reduz em até 70% o uso de solventes nas tintas e na sua limpeza, a troca das tintas é feita através de capsulas que deixam a troca de tinta rápida e limpa visando a ecologia minimiza o contato direto do operador com solventes e diluentes.

### Tampão
Tampão é um termo do alemão gótico tappa (alemão moderno: kappen) e significa tampar, mas é chamado na Alemanha de tampon, termo francês que é o aumentativo de tampa.
O tampão é semelhante à uma almofada. É fabricado de silicone e usado para transferir a tinta depositada no clichê para a peça a ser decorada.
O tampão varia de acordo com o material e o formato da peça e com as configurações do grafismo a ser impresso. Ele possui uma medida chamada dureza, que regula qual será a flexibilidade da massa de silicone do tampão. Essa medida para ser ideal deve ficar entre 2 e 14 Shores A.
Cada peça pede um tipo diferente de tampão, devido às distorções que podem ocorrer com o grafismo e a pressão excessiva ou ausente, por isso é necessário saber o que se quer fazer para que não haja erros de impressão e “cabelinho de anjo” (erro de impressão).

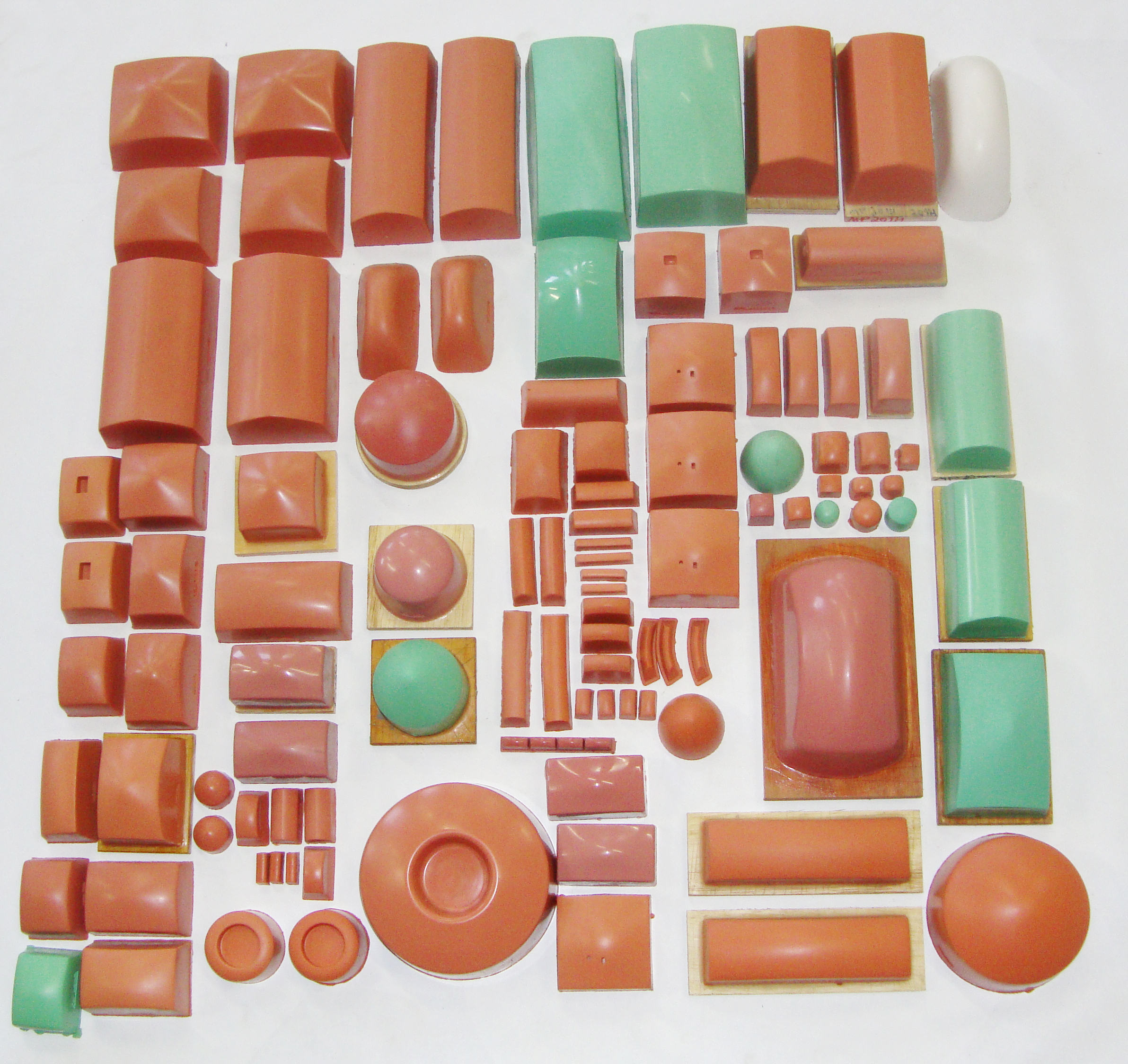
Tampões de silicone Metalprint

### Tampão Anti-estático
O tampão anti-estático também é uma opção que evita erros na impressão, pois reduz ou até elimina a estática, bolhas de ar e borrados na gravação, tem maior resistência mecânica, dura 3 vezes mais que o convencional e não é preciso remover o brilho do tampão antes da gravação.

### Tintas Tampográficas
As tintas para tampografia são composta por Resina, Pigmento e Solvente, devido a sua granulometria mais fina ela possui um resultado maior de cobertura. Ela se diferencia das tintas específicas para serigrafia que não são recomendadas para o uso em tampografia por não terem o mesmo resultado final na gravação.
Para cada tipo de material existe um tipo de tinta que tem melhor resultado de aderência, é extremamente importante saber o tipo de material que será gravado, caso não consiga descobrir o tipo de material a melhor forma é fazer os testes de aderência. Existem alguns tipos de tinta usado na Tampografia que são Vinílica, Sintética, Epóxi, Poliuretana, etc.
Monocomponente, este tipo de tinta não utiliza catalisador, seca por evaporação dos diluentes, finalizando seu processo de cura na peça, o tempo de cura deste tipo de tinta é de 24 a 30 horas. Só então pode realizar os testes de aderência. 
Bicomponente, este tipo de tinta exige catalisador para aumentar sua resistência física e mecânica, ou seja, para aumentar as propriedades de aderência da tinta ao substrato, seu tempo de cura é de 48 a 72 horas só então pode realizar o teste de aderência. Tinta catalisada tem certo problema, após adicionar o catalisador sua propriedade é alterada diminuindo seu tempo de uso entre 4 e 8 horas, após esse tempo deve ser feita uma nova preparação. Temperatura e umidade do ar tem uma grande interferência na tinta, seja ela, Monocomponente ou Bicomponente nesse caso deve ser alterado o diluente de acordo com o ambiente de trabalho.
Diluente – deve ser aplicado para deixar a tinta na viscosidade ideal para cada aplicação. Existem também alguns tipos de diluente, que são de evaporação lenta, normal e rápida que influenciam diretamente na secagem de acordo com o ambiente de trabalho e tipo de máquina e está relacionado a umidade do ar e a temperatura ambiente.
A Tinta Tampográfica U.V – Hoje na Evolução do mercado tampográfico é possível trabalhar com tinta UV Bicomponente, composta por até 75% a menos de solvente que o composto atual das tintas convencionais, assim sendo menos agressivo ao meio ambiente e aos operadores.
O solvente usado nas tintas evapora rapidamente e testes comprovam que cerca de ½ litro de solvente evapora em cerca de 1 hora.

### Clichês Tampográficos
O clichê tampográfico é a matriz de onde será gerada a impressão. Ele é gravado em baixo-relevo, tecnicamente chamado de encavo gráfico, com cerca de 5 a 8 mícrons (a milésima parte de um milímetro) de profundidade (esse é um dos motivos pelo qual não é aconselhável o uso de tinta serigráfica, pois o depósito de tinta de sua matriz é de 30 a 50 mícrons, aproximadamente), solicitando tintas de grãos finos.
Hoje no mercado você encontra 5 tipos de clichês para Tampografia:
1. Clichê de Aço VND de 10 mm
2. Clichê de Lâmina de Aço de 0,25 a 0,5 mm
3. Nylon Fotopolimero
4. Clichê de Aço Aquaflex de 0,25 a 0,5 mm
5. Clichê MGP gravado a Laser

### Clichês Convencionais
Clichê de Aço VND de 10 mm – Feito em aço duro, espesso, pesado e de custo elevado. Sua utilização somente se justifica com altíssimas tiragens com mais 500.000 impressões. Isso para que seu custo seja amortizado e não encareça a impressão. Sua produção é feita através de fotolito bureau e sua corrosão com químicas pesadas.
Clichê de Lâmina de Aço de 0,25 a 0,5 mm – É de difícil elaboração e tem custo médio. Utilizado para tiragens de até 500.000 impressões. É feito através de um fotolito com corrosão por químicas pesadas que não produz mais do que um clichê por vez.
Nylon Fotopolimero – Feito também por um foto polímero e possui baixo custo e tem sua duração baixa de até 15.000 ciclos.

### Clichês Ecológicos para Tampografia
O clichê ecológico é uma evolução da tampografia que visam a sustentabilidade. Uma tecnologia inovadora que incluem a tampografia em um sistema mundial globalizado e sustentável.
Clichê de Aço Aquaflex de 0,25 a 0,5 mm – Feito em placa de aço já emulsionada, de rápida confecção e tiragem de até 300.000 impressões, o custo médio é similar ao clichê de lâmina de aço, sua produção e de fácil elaboração, pois tipo de corrosão é diferenciada usando apenas soluções biodegradáveis na sua corrosão e que podem ser descartáveis em esgoto comum após utilizar em dezenas de placas, sua produção não utiliza produtos químicos agressivo ao meio ambiente, utilizados normalmente nos outros processos de corrosão de clichês de aço.
Clichê MGP gravado a Laser – Feito em placa de resina de rápida confecção através raio laser enclausurado. Tem tiragem média de de até 100.000 impressões, sua maior vantagem é foco ecológico, pois sua produção não utiliza fotolitos nem produtos químicos utilizados normalmente nos outros processos de corrosão de clichês:

## Máquinas Tampográficas
Máquinas Tampográficas – Existem diversos modelos de Máquinas Tampográficas no mercado. As impressões podem ser feitas em até 5 cores. 

## Mini 90 | Máquina Tampográfica Linha Monocolor
- Clichê 100x220x11mm
- Área útil ⌀80mm
- Uma cor
- Peso do equipamento
- Medidas
- Área de Impressão
- Tipo de Tinteiro: Selado
- Consumo de Tinta: de 15 a 50g pode variar de acordo com o tamanho do desenho
- Velocidade Máxima *varia de acordo com o logotipo e formato da peça
- Tipo de clichê: aço 10mm ou lâmina de 0,5mm
- 100% FABRICADA NO BRASIL

Este é apenas um modelo de maquinário de tampografia da linha Monocolor - Metalprint.

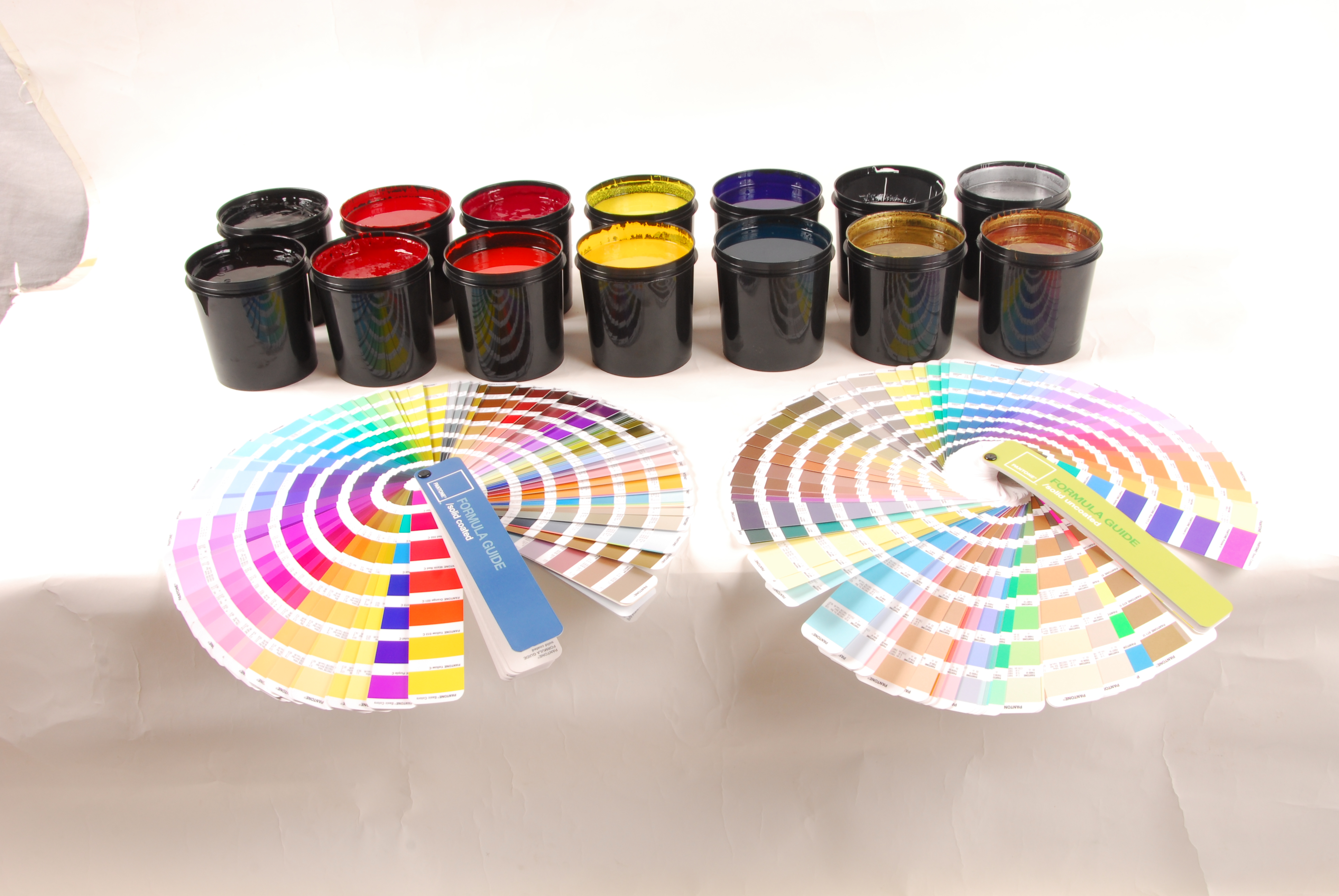
Tintas para Tampografia Metalprint